# Аделхайд Бургундска
Вижте пояснителната страница за други личности с името Аделхайд Бургундска.
Света Аделхайд Бургундска (на немски: Adelheid; на италиански: Adelaide; * 931/932, Горна Бургундия; † 16 декември 999, манастир Селц, Елзас) е кралица на Италия (като съпруга на Лотар II) от 947 до 950 г., източнофранкска кралица (като съпруга на Ото Велики) от 951 до 973 г., отново кралица на Италия от 951 до 973 г., а от 962 до 973 г. императрица на Свещената Римска империя и регентка (на внука си) от 985 до 994 г.
Тя е била образована, говорела четири езика и много четяща и милостива към бедните. Има голямо влияние в политиката на Римската империя в Германия и Италия. Аделхайд Бургундска е чествана като светица.

## Произход
Дъщеря е на краля на Горна Бургундия Рудолф II и на херцогската дъщеря Берта от Швабия. Сестра е на крал Конрад III.

## Кралица и императрица
Тя е била обещана от 933 г. на Лотар II († 22 ноември 950 г.). Сключват брак през 947 г. преди 27 юни. След три години съпругът ѝ е отровен (950 г.). От него тя има дъщеря – Ема Италианска (* 948; † 12 октомври сл. 988 г.), която се омъжва през 966 г. за Лотар IV, крал на Западно-Франкското кралство и ражда Луи V (967 – 987, крал на Франция).
Маркграф Беренгар II иска да ожени сина си Адалберт II за вдовицата Аделхайд, но тя отказва. Тогава Беренгар я затваря през 951 г. в една кула на двореца Гарда. Тя успява да избяга с дъщеря си Ема Италианска и се спасява в Каноса. Оттам иска помощ от Ото I, който възпитал брат ѝ Конрад III. Ото I напада Беренгар и го побеждава при крепостта Сан Марино.
Ото I се жени за Аделхайд в Павия и сам се обявява без короноване за крал, като поставя Беренгар за свой заместник. Ото и Аделхайд имат четири деца:
- Хайнрих (* 952; † 954)
- Бруно (* 953; †)
- Матилда (игуменка на Кведлинбург) (* 954; † 999)
- Ото II (по-късно император на Свещената римска империя) (* 955; † 983)

През 962 г. Ото I и Аделхайд са коронувани за император и императрица. От 985 – 994 г. до пълнолетието на внук ѝ Ото III Аделхайд води самостоятелно управлението на Италия.

## Последни години
След 994 г. тя действа в построяването на манастири. Оттегля се в построения от нея манастир в Селц, където умира през 999 г. До Реформацията нейният гроб е място на поклонение, което довело до изчезване на нейните реликви. Гробът ѝ днес не е запазен.
Папа Урбан II я канонизира през 1097 г. за светица. Аделхайд се чества от християнските църкви на 16 декември.